# 湖泗瓷窑址群
湖泗瓷窑址群位于武汉市江夏区南部的梁子湖和斧头湖一带，分布有大量五代至明朝的烧制青白釉瓷的窑址。